# Кауфман, Серж
Серж Кауфман (фр. Serge Kaufmann; род. 19 мая 1930, Лозанна) — французский композитор еврейского происхождения.

## Биография
Окончил Коллеж Кальвина в Женеве, затем учился в парижской Schola Cantorum у Даниеля-Лесюра. Работал в Париже музыкальным журналистом, ведущим и продюсером на радио и телевидении. Для телевидения написан и ряд сочинений Кауфмана, в том числе телеопера «Различные факты» (фр. Faits divers).
Значительная часть музыки Кауфмана посвящена еврейской теме. В числе произведений этого плана — кантата «Утро в Варшаве» (фр. Un matin à Varsovie; 1996, на сюжет о восстании в Варшавском гетто), оратория «Ротенбургский Махарам» (фр. Le Maharam de Rothenbourg; 1999, на сюжет из жизни духовного лидера германских евреев XIII века Меира из Ротенбурга), кантата «И если однажды» (фр. Et si un jour; 1999, на текст «Утешений пророка Исайи»), «Еврейская сюита» (фр. Suite yiddish) для виолончели и фортепиано или гитары, другие хоровые и камерные работы.
Среди других сочинений Кауфмана выделяются хореографические, в том числе музыка балетов «Кольцо» (фр. La Bague), поставленного балетной труппой Мориса Бежара, и «Третье окно» (фр. La Troisième fenêtre), поставленного Жозефом Лаззини в Марсельской опере.